# Trathala striata
Trathala striata là một loài tò vò trong họ Ichneumonidae.